# 程元吉
程元吉，字文中，号蔼人，岑山渡程氏家族的成员，原籍江南徽州府歙县岑山渡，世代在淮安经营盐业，寄籍淮安府。清嘉庆十年（1805年）乙丑科进士第二甲第六十六名。历官内阁中书、翰林院编修。乾隆二十八年癸未科进士程沆的侄孙。